# 건담 빌드 파이터즈
《건담 빌드 파이터즈》(일본어: ガンダムビルドファイターズ)는 선라이즈의 건담 프랜차이즈를 기반으로 한 일본의 로봇 애니메이션이다. 2013년 10월 7일부터 2014년 3월 31일까지 TV 도쿄 계열에서 제1기로 방영되었으며, 동년 10월 8일부터 2015년 4월 1일까지 제2기는 《건담 빌드 파이터즈 트라이》(ガンダムビルドファイターズトライ)라는 제목으로 방영되었다.
대한민국에서는 카툰 네트워크와 애니맥스, 에서 더빙판으로 방영 중이다.

## 개요
「군사」나 「전쟁」 등의 진지한 주제를 다루고 온 종래 건담 시리즈의 TV 방영 작품에서 세계관을 일신하고 현실에 반다이에서 시판되고 있는 건프라와 이를 이용한 가공의 시뮬레이션 경기「건프라 배틀」을 테마로 한 작품.